# 黄缘蜾蠃
黄缘蜾蠃（学名：Anterhynchium flavomarginatum）又名黃緣前喙蜾蠃、黃斑前喙蜾蠃。是膜翅目胡蜂科蜾蠃亚科缘蜾蠃属的一种昆虫。广泛分布于中国、蒙古、韩国和日本等地。
黄缘蜾蠃通常利用自然洞穴筑巢，尤其偏好选择被甲虫钻空的植物秸秆或草茎作为筑巢场所，亦有在人造竹棚的竹管內築巢之紀錄。